# 글레프 우스펜스키

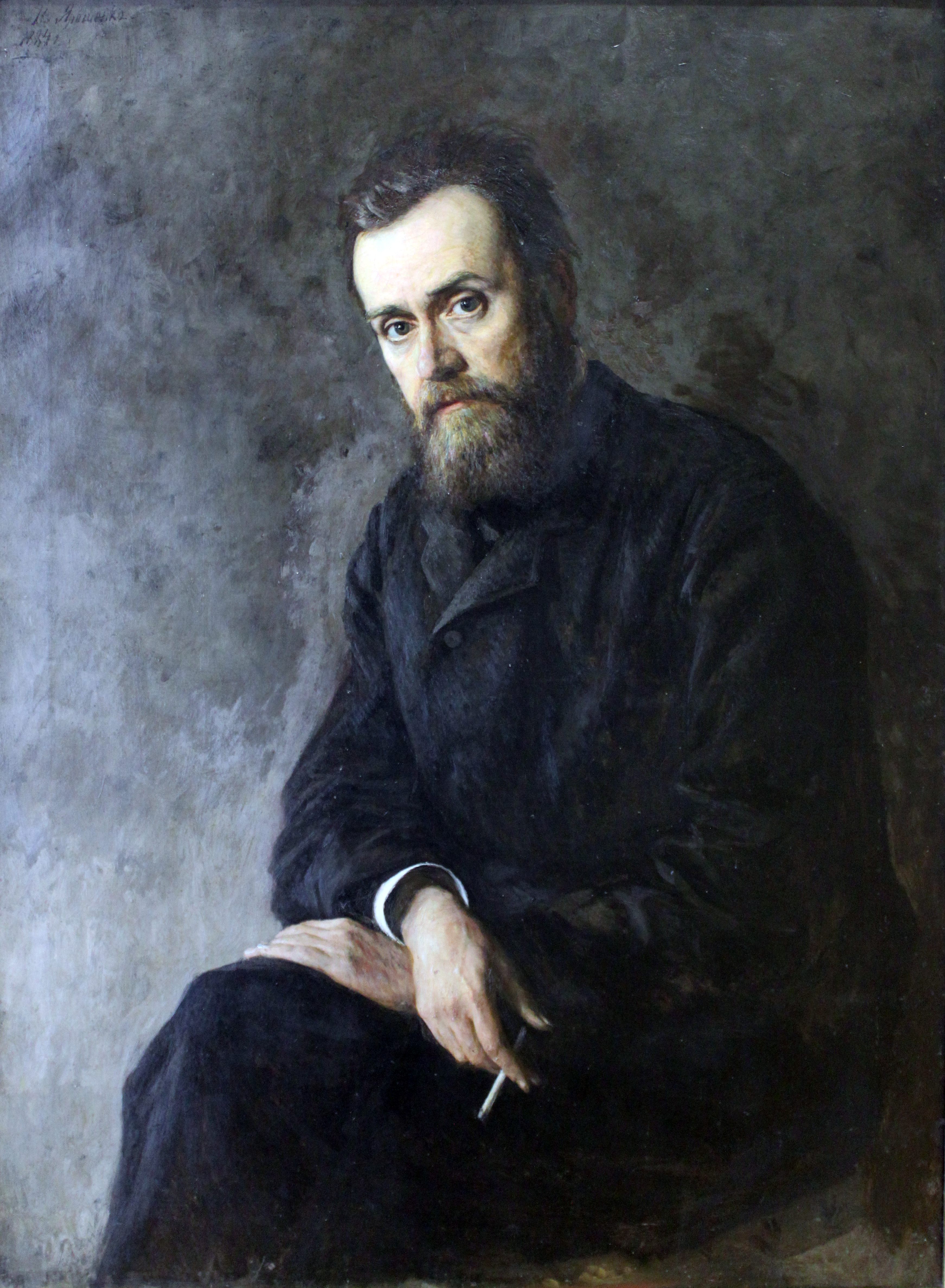
초상화 (1884년)

글레프 이바노비치 우스펜스키(러시아어: Глеб Ива́нович Успе́нский, 1843년 10월 25일 ~ 1902년 4월 6일)는 러시아의 작가, 소설가이다.
부친은 관리이다. 어릴 때부터 병적으로 섬세한 감수성을 지녔고 모스크바 대학을 중퇴, 1862년부터 작가활동에 들어가, 스케치 <라스체랴예프가(街)의 풍속>(1866)으로 이름을 떨치었다. 농촌소재의 작품이 주류를 이루며 대표작 <땅의 힘>(1882)은 자본주의 침투에 의한 농촌의 붕괴과정을 묘사한 작품이다.
인민주의 작가로서 밝은 내일을 믿고 있었으나 정신이상으로 죽었다.